# Villagrán (Tamaulipas)
Villagrán è una municipalità dello stato di Tamaulipas, nel Messico centrale, capoluogo della omonima municipalità.
Conta 6.316 abitanti (2010) e ha una estensione di 1.284,52 km².
Il paese deve il suo nome a Julián de Villagrán, eroe della guerra d'indipendenza del Messico.